# پنیر امنتال
امِنتال یا امِنتالر (به آلمانی: Emmental یا Emmentaler) پنیری است زردرنگ و نیمه‌سخت که خاست‌گاه و مبدأ تولید آن منطقه امنتال در کشور سوئیس است. این پنیر به نام پنیر سوئیسی نیز بویژه در آمریکای شمالی، استرالیا و نیوزلند شناخته می‌شود. امروزه تولید این پنیر محدود به منطقه امنتال نبوده و در فرانسه، فنلاند و باواریا نیز تولید می‌گردد ولی بنام امنتال مُهر و نام‌گذاری می‌شود. طعم آن اومامی و چرب است. در تهیه این پنیر از سه نوع باکتری استرپتوکوک، لاکتوباسیلوس و پروپیونیمباکتریوم استفاده می‌شود. باکتری اخیر پس از مدتی از زمان شروع تولید پنیر، با مصرف اسید لاکتیک و تولید گازکربنیک در درون ماده نیمه جامد باعث تولید حباب‌هایی شده که پس از عمل آمدن و آماده شدن پنیر دلیل سوراخ‌های معروف این پنیر می‌گردد.
در رقابت‌های جهانی پنیر که سال ۲۰۱۴ در ویسکانسن آمریکا برگزار شد، پنیر سوئیسی «امنتالر» که از شیر خام تهیه می‌شود، با کسب ۹۷ امتیاز از مجموع ۱۰۰ امتیاز از سوی هیئت داوران به عنوان بهترین پنیر برای این سال انتخاب شد.